# Sauroposeidon
Sauroposeidon (adică „șopârlă a zeului cutremurului”, după zeul grec Poseidon) a fost un gen de dinozauri de sauropode cunoscut din mai multe exemplare incomplete, inclusiv un strat de oseminte și urme fosilizate care au fost găsite în statele americane Oklahoma, Wyoming și Texas.
Fosilele au fost găsite în roci care datează din aproximativ sfârșitul Cretacicului timpuriu (Aptian – Albian timpuriu), cu aproximativ 113 până la 110 milioane de ani în urmă, o perioadă în care diversitatea sauropodelor din America de Nord s-a diminuat foarte mult. A fost ultimul sauropod cunoscut din America de Nord înainte de absența grupului pe continent de aproximativ 40 de milioane de ani, care s-a încheiat cu apariția Alamosaurus în timpul Maastrichtianului.
În timp ce rămășițele holotipului au fost inițial descoperite în 1994, din cauza vârstei lor neașteptate și a dimensiunii neobișnuite, au fost inițial clasificate greșit ca bucăți de lemn pietrificat. O analiză mai detaliată în 1999 a dezvăluit adevărata lor natură, ceea ce a dus la o frenezie minoră în mass-media și la publicarea oficială a descoperirii în anul următor.
Analiza paleoecologică indică faptul că Sauroposeidon a trăit pe malul Golfului Mexic, într-o deltă a unui râu. Extrapolările bazate pe Brachiosaurus mai bine cunoscut indică faptul că la Sauroposeidon capul ar putea ajunge la 16,5–18 metri (54–59 ft) înălțime, cu gâtul întins, ceea ce l-ar face unul dintre cei mai înalți dinozauri cunoscuți. Cu o lungime estimată de 27–34 metri (89–112 ft) și o masă de 40-60 tone, se situează, de asemenea, printre cei mai lungi și mai grei. Cu toate acestea, este posibil ca acest animal să nu fie atât de strâns înrudit cu Brachiosaurus pe cât se credea anterior, așa că aceste estimări pot fi inexacte.
Deși a fost descris inițial ca un brahiosaurid strâns înrudit cu Brachiosaurus și Giraffatitan, descoperirea unor rămășițe suplimentare în formațiunea Cloverly din Wyoming a sugerat că era de fapt mai strâns legat de titanozaurii, din grupul Somphospondyli. Analiza acestor rămășițe și compararea cu altele din Texas au susținut această concluzie și au demonstrat că sauropodele mai cunoscute din formațiunea Twin Mountains (inclusiv un craniu parțial și urme fosilizate), numite anterior Paluxysaurus jonesi, aparțineau și ele Sauroposeidonului. Este dinozaurul de stat din Texas.

## Descoperire

Sauroposeidon a fost descoperit în partea de sud-est a comitatului Atoka, Oklahoma

Primele fosile clasificate ca Sauroposeidon au fost patru vertebre ale gâtului descoperite în zona rurală din Oklahoma, nu departe de granița cu Texas, într-un afloriment de argilă care datează fosilele la aproximativ 110 milioane de ani vechime. Aceasta se încadrează în perioada Cretacicului timpuriu, în special între epocile Aptian și Albian. Aceste vertebre au fost descoperite în mai 1994 la formațiunea Antlers din Atoka County, Oklahoma de către dresorul de câini Bobby Cross și securizate de Dr. Richard Cifelli și o echipă de la Muzeul de Istorie Naturală din Oklahoma în mai 1994 și august 1994. Inițial, se credea că fosilele sunt pur și simplu prea mari pentru a fi rămășițele unui animal și, din cauza stării de conservare, se credea a fi trunchiuri de copaci. De fapt, acestea sunt cele mai lungi astfel de oase cunoscute la dinozauri. Astfel, vertebrele au fost depozitate până în 1999, când dr. Cifelli le-a dat unui student licențiat, Matt Wedel, pentru a le analiza în cadrul unui proiect. După ce și-au dat seama de semnificația descoperirii, ei au emis un comunicat de presă în octombrie 1999, urmat de publicarea oficială a descoperirilor lor în Journal of Vertebrate Paleontology în martie 2000. Noua specie a fost numită S. proteles, iar holotipul este OMNH 53062. A atras atenția imediată a presei, ducând la unele surse care l-au numit în mod inexact cel mai mare dinozaur care a existat vreodată.

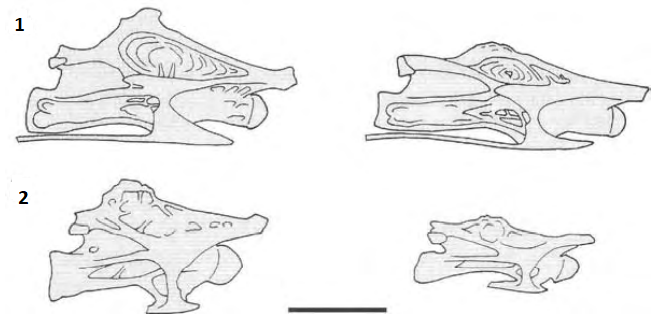
Vertebre Cervicale ale 1 - Sauroposeidon proteles și 2 - Brachiosaurus brancai. Scara (liniuța) reprezintă 50 cm

Numele generic provine de la sauros (în greacă σαύρος pentru „șopârlă”) și Poseidon (Ποσειδών), zeul mării în mitologia greacă, care este, de asemenea, asociat cu cutremurele, acea fațetă numită Ennosigaios sau Enosikhthōn, „Scuturătorul de pământ”. Aceasta este o referire la ideea că greutatea unui sauropod era atât de mare încât pământul s-ar fi cutremurat în timp ce mergea.
Descriptorul specific proteles provine și din greaca veche πρωτέλης și înseamnă „perfect înainte de sfârșit”, care se referă la statutul lui Sauroposeidon ca ultimul și cel mai specializat sauropod gigant cunoscut în America de Nord, în timpul Cretacicului timpuriu. În 2012, numeroase alte rămășițe de sauropode care erau cunoscute de zeci de ani sub diferite denumiri diferite au fost, de asemenea, clasificate în genul Sauroposeidon. Oasele și pistele sauropodelor erau cunoscute de multă vreme din zona râului Paluxy din Texas, de obicei referite la genul Pleurocoelus, inclusiv schelete parțiale (în special din formațiunea Glen Rose, deasupra formațiunii Twin Mountains). La mijlocul anilor 1980, studenții de la Universitatea din Texas din Austin au descoperit un strat de oseminte într-o fermă din Hood County, dar lucrările timpurii au încetat în 1987. Cariera a fost redeschisă în 1993 și a fost ulterior lucrată de părți de la Southern Methodist University, Muzeul de Știință și Istorie Fort Worth și Tarleton State University. Toate rămășițele de sauropode din acest strat de oseminte par să provină din același gen de sauropode. Din sit se cunosc și buștenii pietrificați. Situl era fluvial atunci când rocile sale s-au depus, cu nisipuri și noroiuri de canal și concreții de gresie calcită-cimentată care conțineau fosile. După excavarea și pregătirea majorității fosilelor din sit, specia de sauropode a primit numele de Paluxysaurus jonesi.

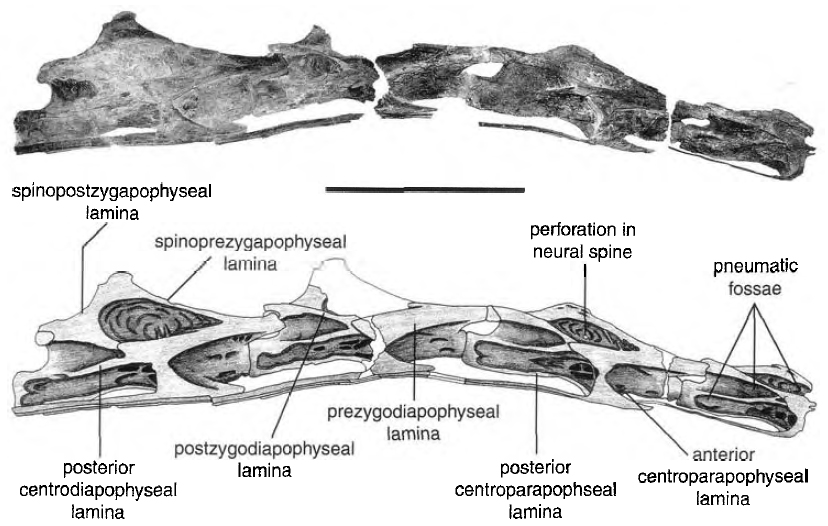
Vertebrele gâtului

Numele Paluxysaurus s-a bazat pe specimenul FWMSH 93B-10-18, un craniu parțial care include maxilarul stâng, osul nazal și dinți. Alte oase din carieră au inclus un gât parțial de șapte vertebre, treisprezece vertebre din spate și 30 de la coadă și exemple din toate oasele membrelor și brâului, cu excepția unor oase ale mâinii și ale piciorului. S-a diferențiat de toate celelalte sauropode prin detalii vertebrale și are diferite diferențe morfologice în alte oase în comparație cu alte sauropode din Cretacicul timpuriu al Americii de Nord. Genul era limitat la rămășițele din stratul de oseminte; de exemplu, scheletul parțial din comitatul Wise cunoscut sub numele de Pleurocoelus sp. (SMU 61732) nu se referă la Paluxysaurus; în schimb acel exemplar este holotipul Astrophocaudia slaughteri D'Emic 2012, un alt sauropod somfospondylan. Există diferențe în resturile de P. sp. și Paluxysaurus, dar nu pot fi diferențiate cu încredere. În 2012, reanalizarea acestor exemplare în lumina rămășițelor suplimentare de Sauroposeidon i-a determinat pe paleontologii D'Emic și Foreman la concluzia că Paluxysaurus era același animal cu Sauroposeidon și, prin urmare, un sinonim junior al lui S. proteles.

## Descriere

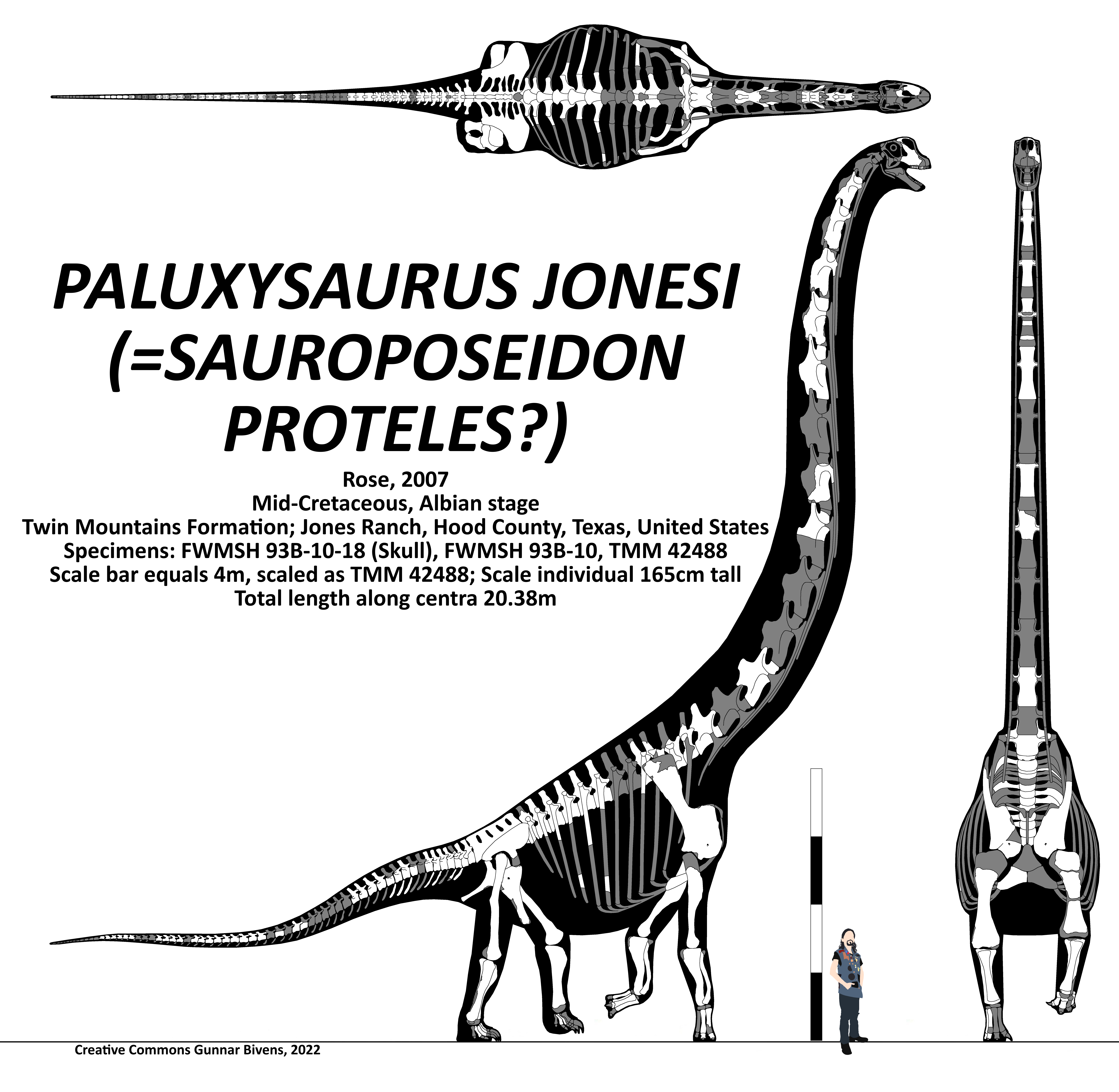
Reconstrucție scheletică multiplă a materialului sauropod din Jones Ranch.

Comunicatul de presă din 1999 a atras imediat atenția presei internaționale, ceea ce a condus la multe știri (inexacte) despre „cel mai mare dinozaur care a existat vreodată!”. În timp ce Sauroposeidon reprezintă probabil cel mai înalt taxon de dinozaur cunoscut, nu deține recorduri nici pentru cel mai lung, nici pentru cel mai masiv. Maraapunisaurus sau Argentinosaurus sunt candidați mai buni pentru titlul „Cel mai mare dinozaur din lume”, deși dovezile fosile incomplete (și în cazul Maraapunisaurus, pierdute) fac imposibilă ierarhizarea exactă.
Descoperirea originală de Sauroposeidon a fost compusă din patru vertebre cervicale mijlocii, articulate (vertebrele 5 până la 8), cu coastele cervicale la locul lor. Vertebrele sunt extrem de alungite, cea mai mare având o lungime totală de 1,4 metri (4,6 ft), ceea ce o face cea mai lungă vertebră a gâtului vreunui sauropod înregistrată. Examinarea oaselor a arătat că acestea sunt alveolare cu celule minuscule și sunt foarte subțiri, ca oasele de pui sau de struț, făcând gâtul mai ușor în termeni de greutate și mai ușor de ridicat de la sol. Coastele cervicale au fost, de asemenea, remarcabil de lungi, cea mai lungă coastă măsurabilă (pe vertebra 6) măsurând 3,42 metri (11,2 ft) – cu aproximativ 18% mai lungă decât cea mai lungă coastă raportată pentru Giraffatitan, dar depășită ca lungime de coastele cervicale ale lui Mamenchisaurus.

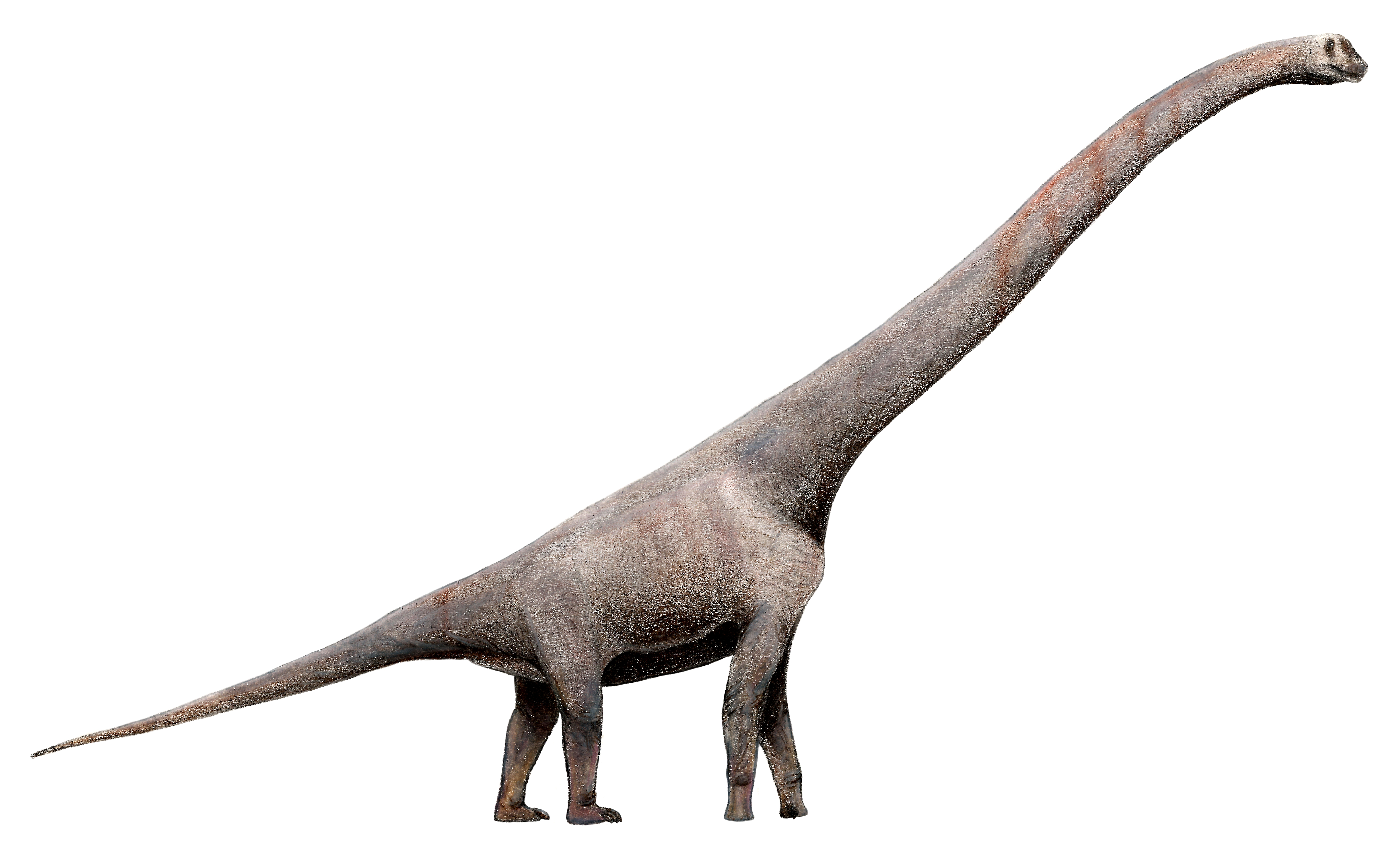
Restaurare ipotetică

Estimările dimensiunii lui Sauroposeidon se bazează pe o comparație între cele patru vertebre Sauroposeidon și vertebrele specimenului HM SII de Giraffatitan brancai, situat în Muzeul de Istorie Naturală din Berlin. HM SII este cel mai complet brahiozaur cunoscut, deși, deoarece este compus din piese de la diferiți indivizi, este posibil ca proporțiile sale să nu fie complet exacte. Comparațiile cu celelalte rude ale Sauroposeidonului sunt dificile din cauza resturilor limitate. Lungimea gâtului Sauroposeidon este estimată la 11,25–12 metri (36,9–39,4 ft), comparativ cu o lungime a gâtului de 9 metri (30 ft) pentru HM SII Girafatitan. Acest lucru se bazează pe presupunerea că restul gâtului are aceleași proporții ca Giraffatitan, ceea ce este o presupunere destul de bună.

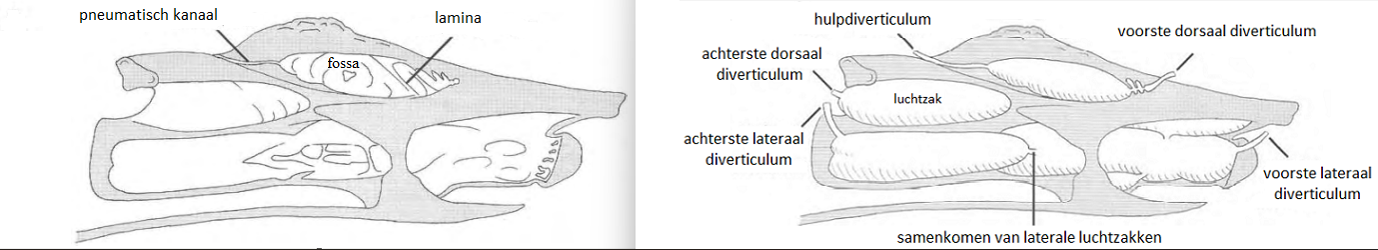
Sauroposeidon proteles ; desen ipotetic al sistemului de săculeți de aer din a șasea vertebră cervicală.

Sauroposeidon a fost probabil capabil să-și ridice capul 16,5–18 metri (54–59 ft) deasupra solului, înălțime la fel de mare ca o clădire cu șase etaje. În comparație, Giraffatitan putea ridica probabil capul 13,5 metri (44 ft) în aer.
Înălțimea umerilor lui Sauroposeidon a fost estimată la 6–7 metri (20–23 ft) pe baza unei interpretări a animalului ca brahiosaurid. Estimările lungimii sale totale posibile au variat de la 27 metri (89 ft) până la 34 metri (112 ft).

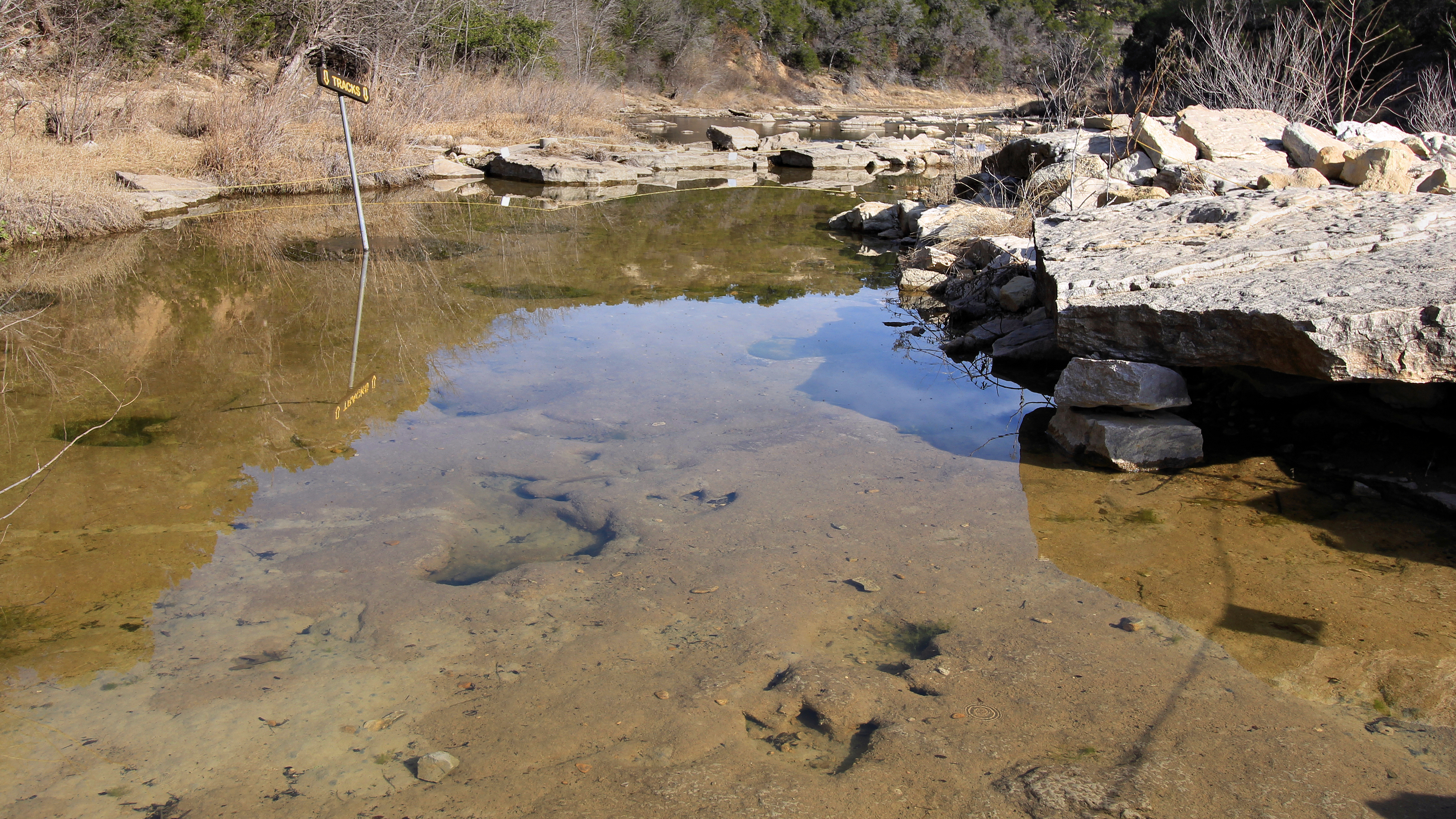
Sit din Dinosaur Valley State Park din comitatul Somervell, Texas, Statele Unite cu urme fosile de acrocanthosaurus și sauroposeidon. 2003

Masa Sauroposeidonului este estimată la 40-60 tone. În timp ce vertebrele Sauroposeidonului sunt cu 25 – 33% mai lungi decât Girafatitan, sunt doar cu 10 – 15% mai mari în diametru. Aceasta înseamnă că, în timp ce Sauroposeidon are probabil un corp mai mare decât Giraffatitan, corpul său este mai mic în comparație cu dimensiunea gâtului său, așa că nu cântărea la fel de mult ca un Giraffatitan la scară. Prin comparație, Girafatitan ar fi putut cântări 36-40 tone. Această estimare a Girafatitanului este o medie a mai multor metodologii diferite.
Cu toate acestea, Sauroposeidon are un gât fragil în comparație cu Giraffatitan. Dacă restul corpului se dovedește a fi la fel de ușor, atunci masa estimată poate fi prea mare. Acest lucru ar putea fi similar cu modul în care Apatosaurus relativ robust cântărește mult mai mult decât Diplodocus mai lung, dar mult mai subțire. În plus, este posibil ca sauropodele să fi avut un sistem de saci de aer, precum cele de la păsări, care ar putea reduce toate estimările masei sauropodelor cu 20% sau mai mult.

## Paleoecologie
Sauropodele, care includ cele mai mari animale terestre din toate timpurile, erau un grup foarte mare și de succes. Au apărut pentru prima dată în Jurasicul timpuriu și s-au răspândit curând în întreaga lume. Până la sfârșitul Jurasicului, America de Nord și Africa erau dominate de diplodocide și brahiosauride și, până la sfârșitul Cretacicului târziu, titanosauridele erau răspândite (deși numai în emisfera sudică). Între aceste perioade, în Cretacicul timpuriu, evidențele fosile sunt rare. Puține exemplare au fost găsite în America de Nord din acel moment și acele exemplare care există sunt adesea fragmentare sau reprezintă membri juvenili ai speciei lor. Majoritatea sauropodelor supraviețuitori la acea vreme s-a micșorat, de asemenea, în dimensiune la doar 15 metri (49 ft) în lungime și poate 10-15 tone, ceea ce face ca descoperirea unui super-gigant extrem de specializat ca Sauroposeidon să fie foarte neobișnuită.
Sauroposeidon a trăit pe țărmurile Golfului Mexic, care trecea prin Oklahoma la acea vreme, într-o deltă vastă, similară cu delta Mississippi de astăzi. Acest paleomediu, care a fost păstrat în formațiunea Antlers, se întinde de asemenea din sud-vestul Arkansas prin sud-estul Oklahoma și în nord-estul Texasului. Această formațiune geologică nu a fost datată radiometric. Oamenii de știință au folosit date biostratigrafice și faptul că împărtășește mai multe dintre aceleași genuri cu Trinity Group din Texas, pentru a presupune că această formațiune a fost stabilită în timpul etapelor Aptian și Albian din perioada Cretacicului timpuriu, cu aproximativ 110 milioane de ani în urmă. Zona păstrată în această formațiune era o câmpie inundabilă mare care se scurgea într-o mare interioară de mică adâncime. Câteva milioane de ani mai târziu, această mare se va extinde spre nord, devenind Calea maritimă interioară de vest și împărțind America de Nord în două pentru aproape toată perioada Cretacicului târziu. Paleomediul era alcătuit din păduri tropicale sau subtropicale, delte fluviale, mlaștini de coastă, bayous și lagune, probabil similare cu cele din Louisiana modernă. Au existat puțini prădători care ar putea încerca să atace un Sauroposeidon matur, dar tinerii erau probabil pradă a contemporanului Acrocanthosaurus atokensis (un carnozaur puțin mai mic decât un Tyrannosaurus), care probabil erau prădătorii de vârf din această regiune, și a micului dromaeosaur Deinonychus antirrhopus. Sauroposeidon și-a împărțit paleomediul cu alți dinozauri, cum ar fi sauropodul Astrodon (Pleurocoelus) și cel mai comun dinozaur din această regiune, ornitopodul Tenontosaurus. Alte vertebrate prezente în această perioadă au inclus amfibianul Albanerpeton arthridion, reptilele Atokasaurus metarsiodon și Ptilotodon wilsoni, peștii cartilaginoși Hybodus buderi și Lissodus anitae, peștii cu aripioare raze Gyronchus dumblei, crocodilienii Goniopholis,Bernissartia și Paluxysuchus și țestoasele  Glyptops și Naomichelys. Posibile rămășițe de păsări nedeterminate sunt, de asemenea, cunoscute din formațiunea Antlers. Dovezile fosile sugerează că gar Lepisosteus a fost cea mai comună vertebrată din această regiune. Primele mamifere cunoscute din această regiune au inclus Atokatherium boreni și Paracimexomys crossi.